# Dobrá (Stožec)
Dobrá (do roku 1948 Guthausen) je malá vesnice, část obce Stožec v okrese Prachatice v Jihočeském kraji. Nachází se asi 3,5 kilometru severně od Stožce, rozložena při severovýchodním úpatí hory Stožec (1065 metrů), nad ústím Žlebského potoka do Teplé Vltavy. Je zde evidováno 30 adres. V roce 2011 zde trvale žilo dvanáct obyvatel.
Dobrá leží v katastrálním území České Žleby o výměře 42,17 km². Část zástavby vsi s řadou cenných příkladů lidové architektury je od roku 1995 chráněna jako vesnická památková rezervace. Osada má charakter sezónní chalupářské destinace.

## Historie
První písemná zmínka o vesnici pochází z roku 1816. Z původní nahodilé zástavby podél Zlaté stezky vznikla ves Guthausen. Výjimečnost kombinace šumavských roubenek a větších domů alpského typu vyniká lokalizací zástavby pouze na jedné straně silnice (celá vesnice v délce tří kilometrů je podél severní strany cesty, na jižní straně je pouze kaple a bývalá škola). Před první světovou válkou zde žilo v 60 domech 615 obyvatel převážně německé národnosti. V letech 1938 až 1945 byla Dobrá v důsledku uzavření Mnichovské dohody přičleněna k nacistickému Německu. Po druhé světové válce a odsunu Němců byla ves osídlena reemigranty z Rumunska a Slovenska. Ke dni 1. ledna 1949 byl název osady úředně změněn do podoby Dobrá. Dobrá do roku 2019 patřila do římskokatolické farnosti České Žleby, kde byly také vedeny matriky.
Zastávka na trati Strakonice-Volary se nachází přibližně dva kilometry jihovýchodně od vsi a má název Dobrá na Šumavě.

## Obyvatelstvo
| Rok            | 1869 | 1880 | 1890 | 1900 | 1910 | 1921 | 1930 | 1950 | 1961 | 1970 | 1980 | 1991 | 2001 | 2011 | 2021 |
| -------------- | ---- | ---- | ---- | ---- | ---- | ---- | ---- | ---- | ---- | ---- | ---- | ---- | ---- | ---- | ---- |
| Počet obyvatel | 470  | 525  | 563  | 547  | 591  | 585  | 562  | 31   | 77   | 23   | 4    | 1    | 6    | 12   | 19   |
| Počet domů     | 37   | 38   | 42   | 52   | 60   | 61   | 69   | 75   | 75   | 6    | 1    | 1    | 25   | 24   | 35   |

## Obecní správa
Při sčítání lidu v letech 1850–1949 
Dobrá byla osadou obce České Žleby v okrese Prachatice. Od roku 1950 je částí obce Stožec v okrese Prachatice.

## Pamětihodnosti
- Myslivna čp. 26 (kulturní památka ČR)
- Lípy v Dobré, dvojice památných stromů (lip malolistých) roste na jihovýchodním konci vesnice u výše zmíněného objektu čp. 26.
- Lípa u Mrtvého luhu, 26 metrů vysoká památná lípa velkolistá roste nedaleko Mrtvého luhu, při cestě z vesnice k železniční zastávce Dobrá na Šumavě.
- Přírodní památka Vltavský luh, rozsáhlé chráněné území v nivě Teplé Vltavy severně až jihovýchodně od Dobré. V jeho rámci se při soutoku se Studenou Vltavou rozkládá tzv. Mrtvý luh, bizarní rašeliniště s množstvím odumřelých stromů.
- Přírodní památka Stožec chrání severovýchodní partie stejnojmenné hory na jih od Dobré.

## Osobnosti
V Dobré se dne 10. srpna 1917 narodila německy píšící spisovatelka Rosa Tahedlová (1917–2006), též známá jako Rosa Tahedl.
Část svého dětství zde trávil pozdější ministr kultury Daniel Herman, jehož rodiče tu měli chatu. Zde se naučil německy díky poslechu německých a rakouských rádií a televizí.

## Galerie

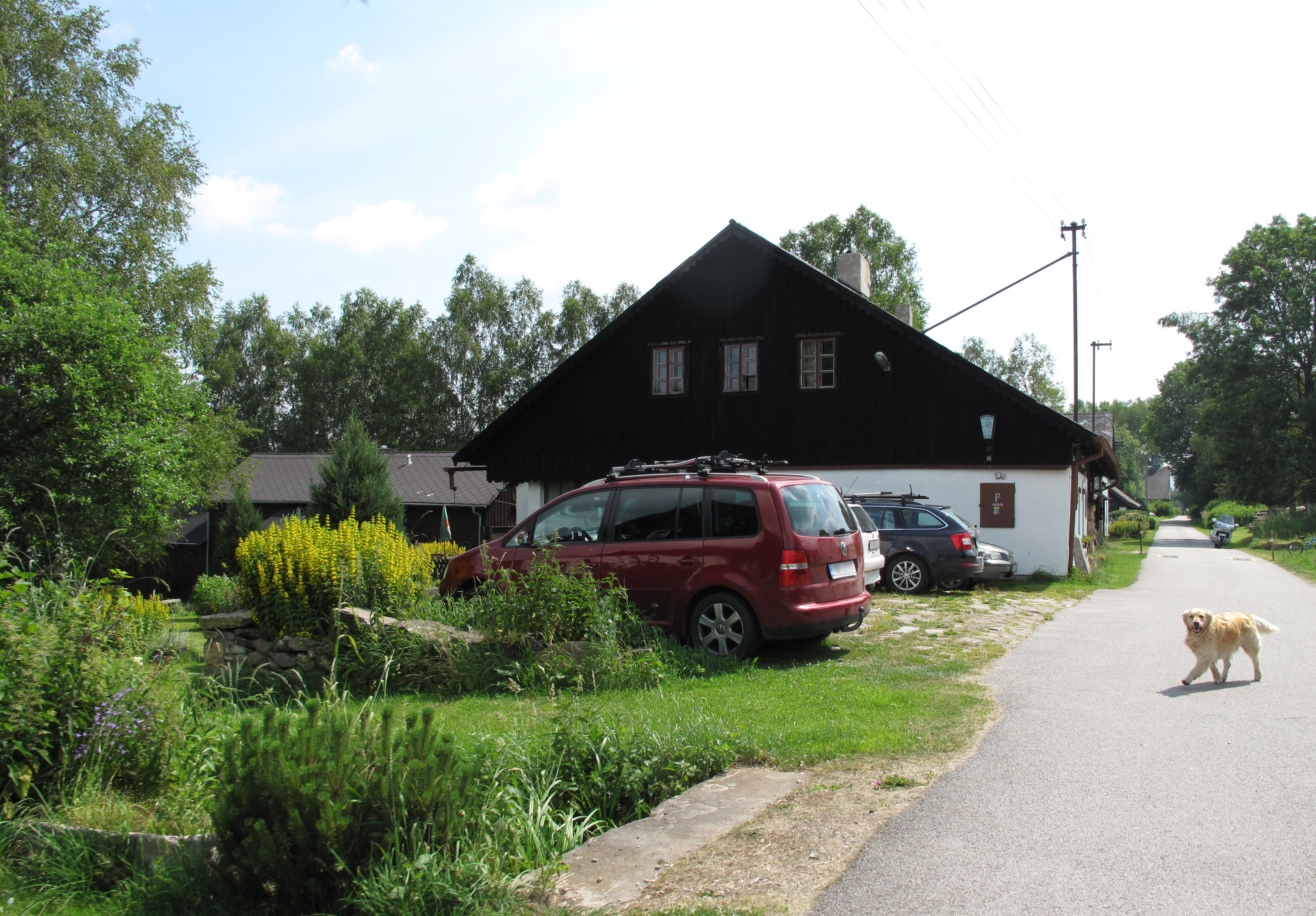
Auta a pes
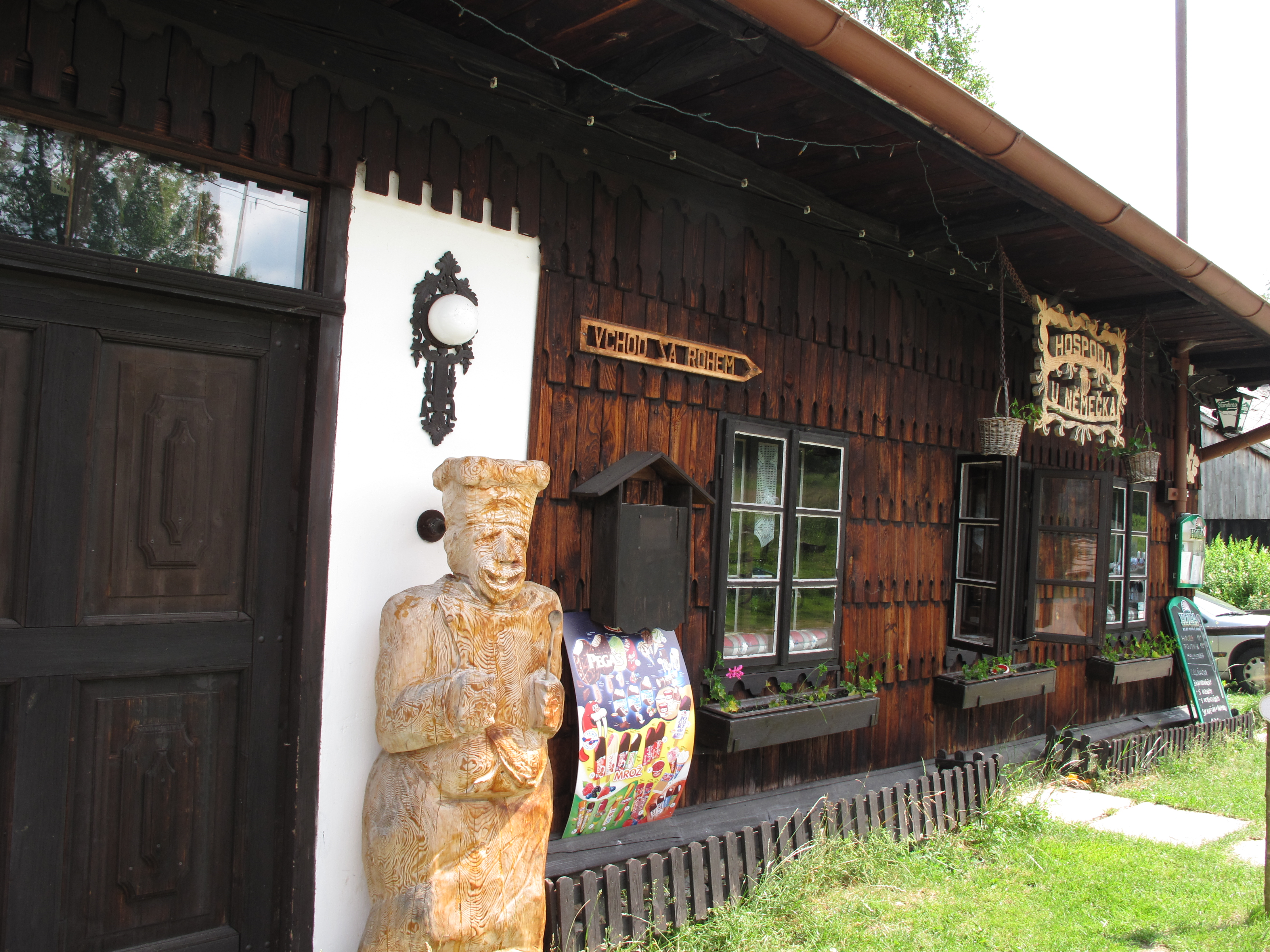
Hospoda U Němečka
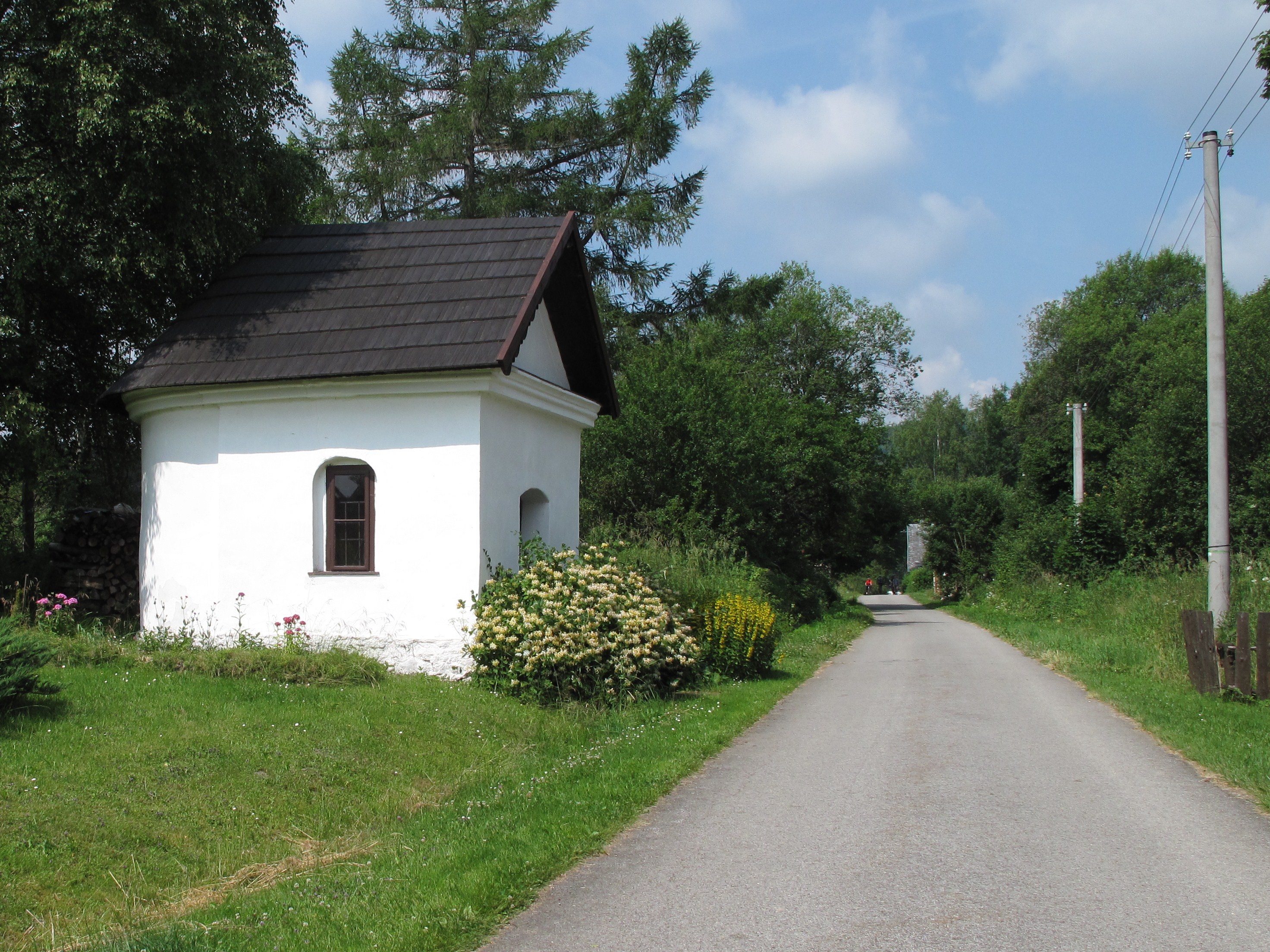
Kaple
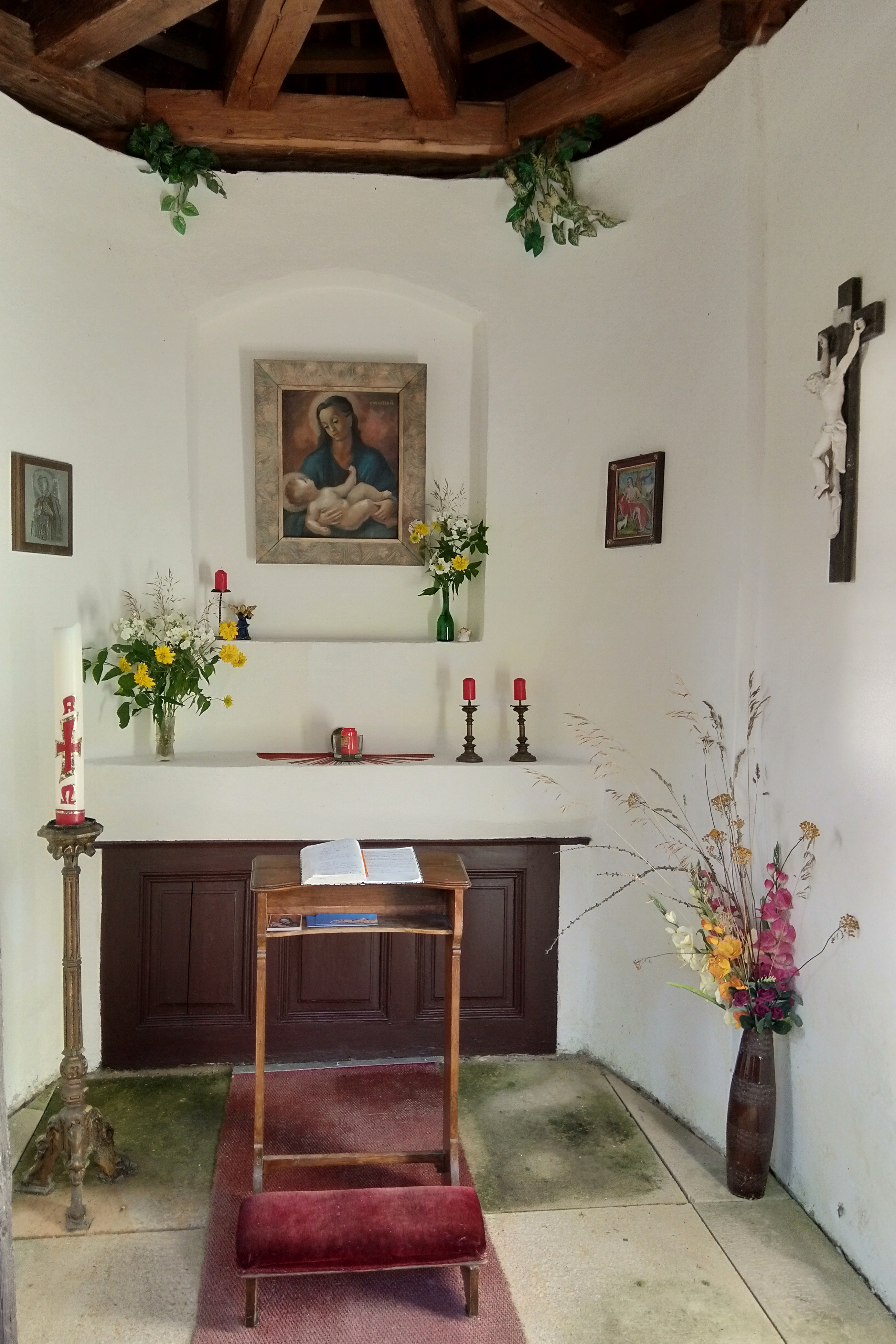
Interiér kaple
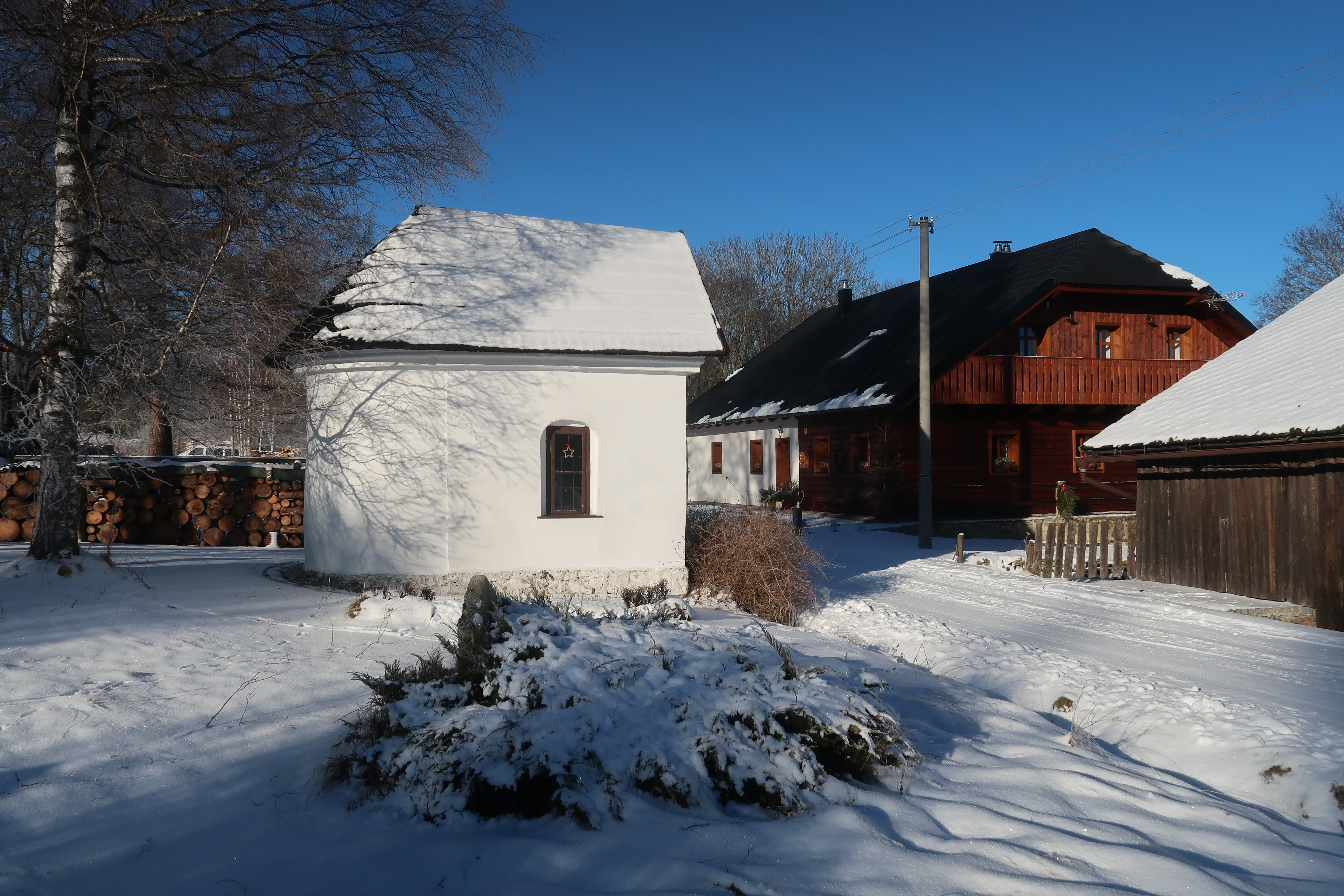
Vesnická památková rezervace Dobrá u Volar s kaplí
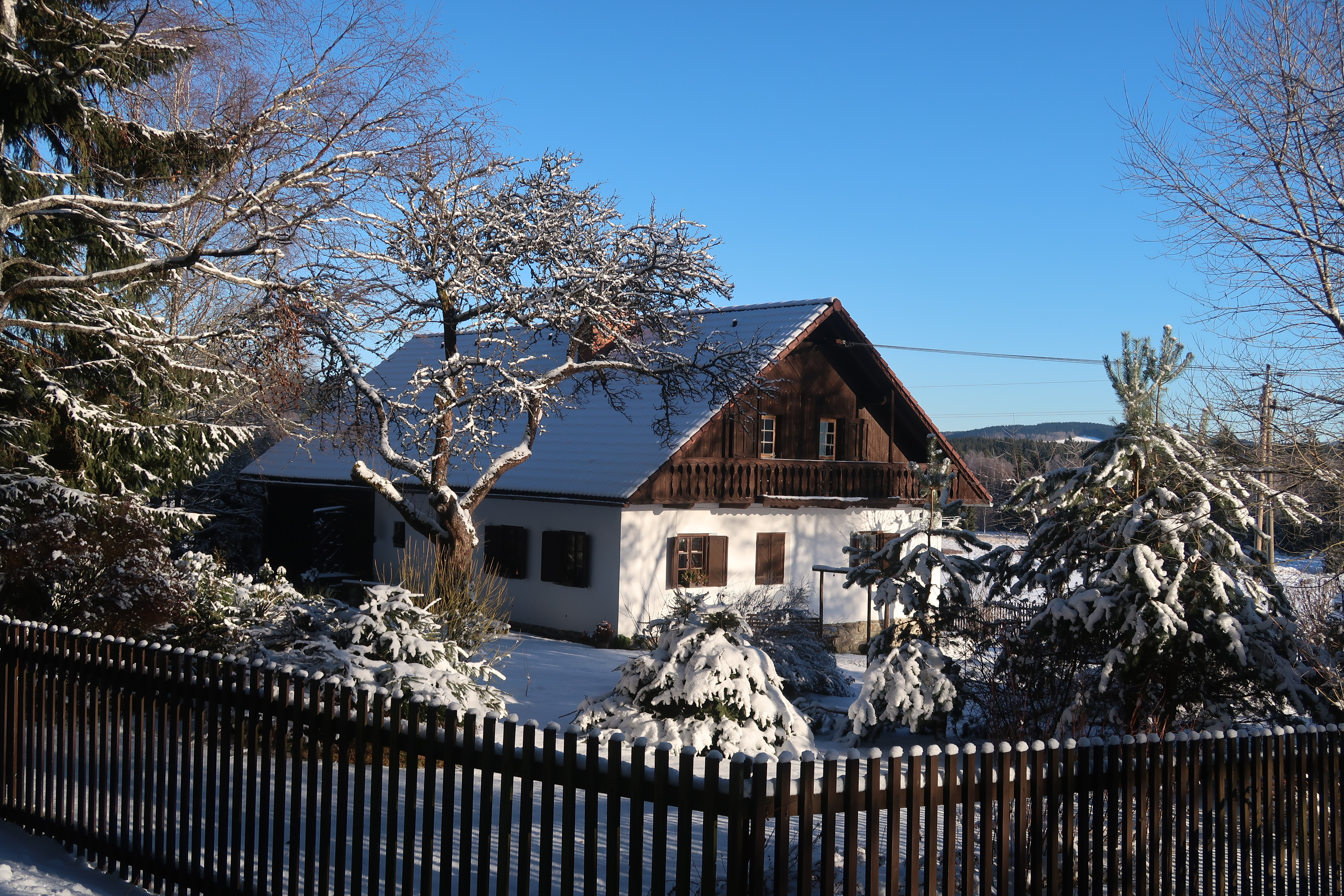
Vesnická památková rezervace Dobrá, č.p. 25
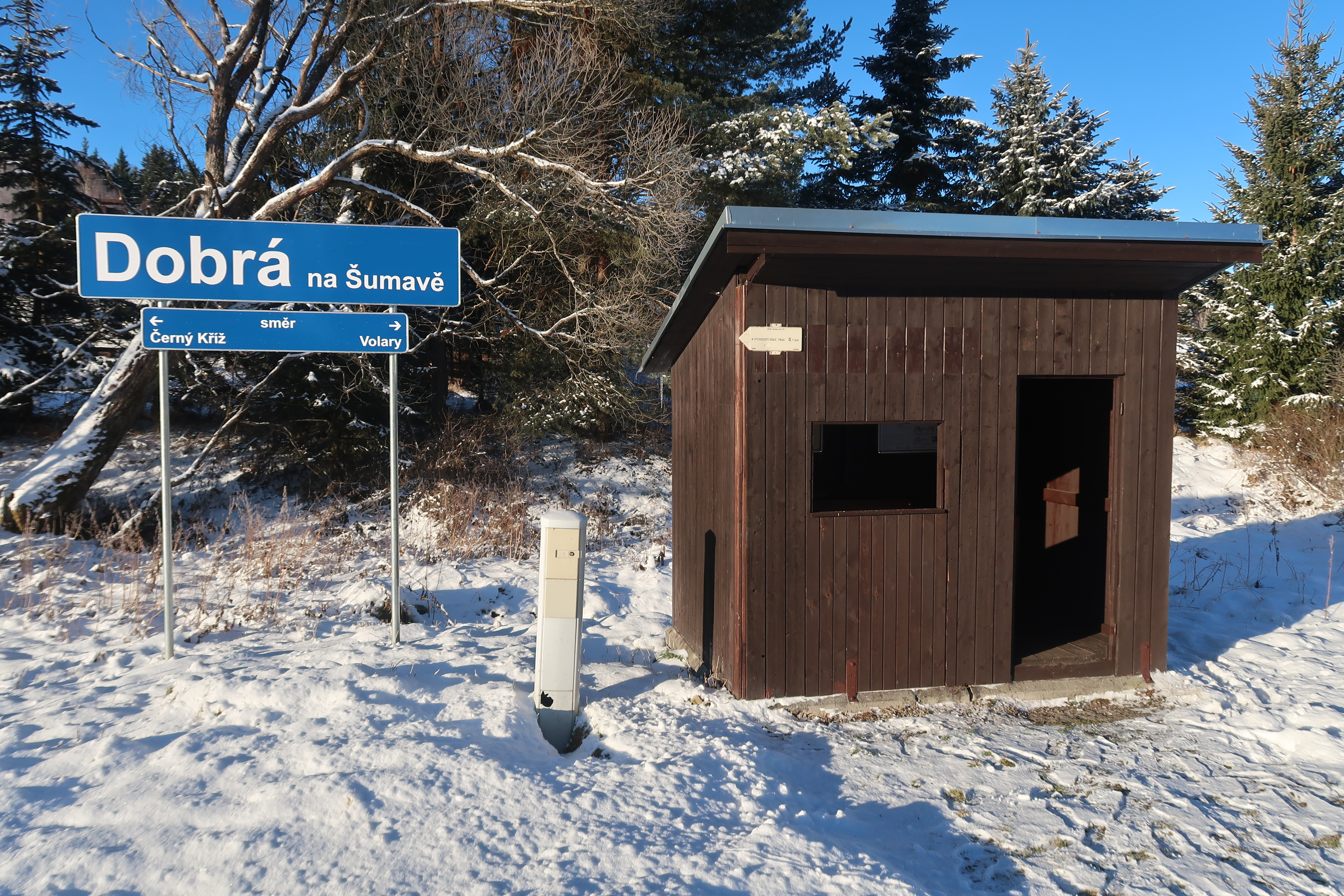
Železniční zastávka
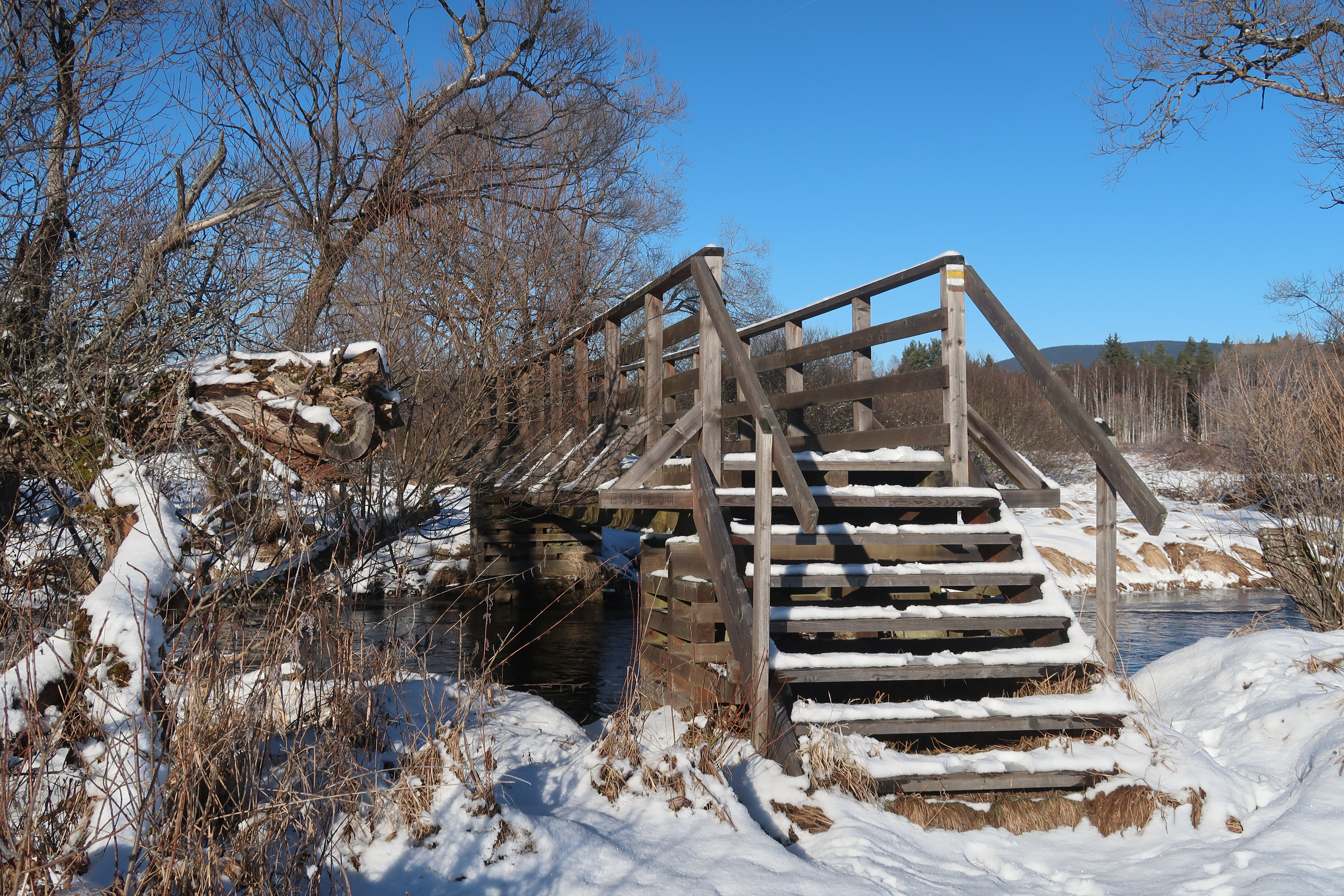
Lávka přes Vltavu na Soumarském rašeliništi
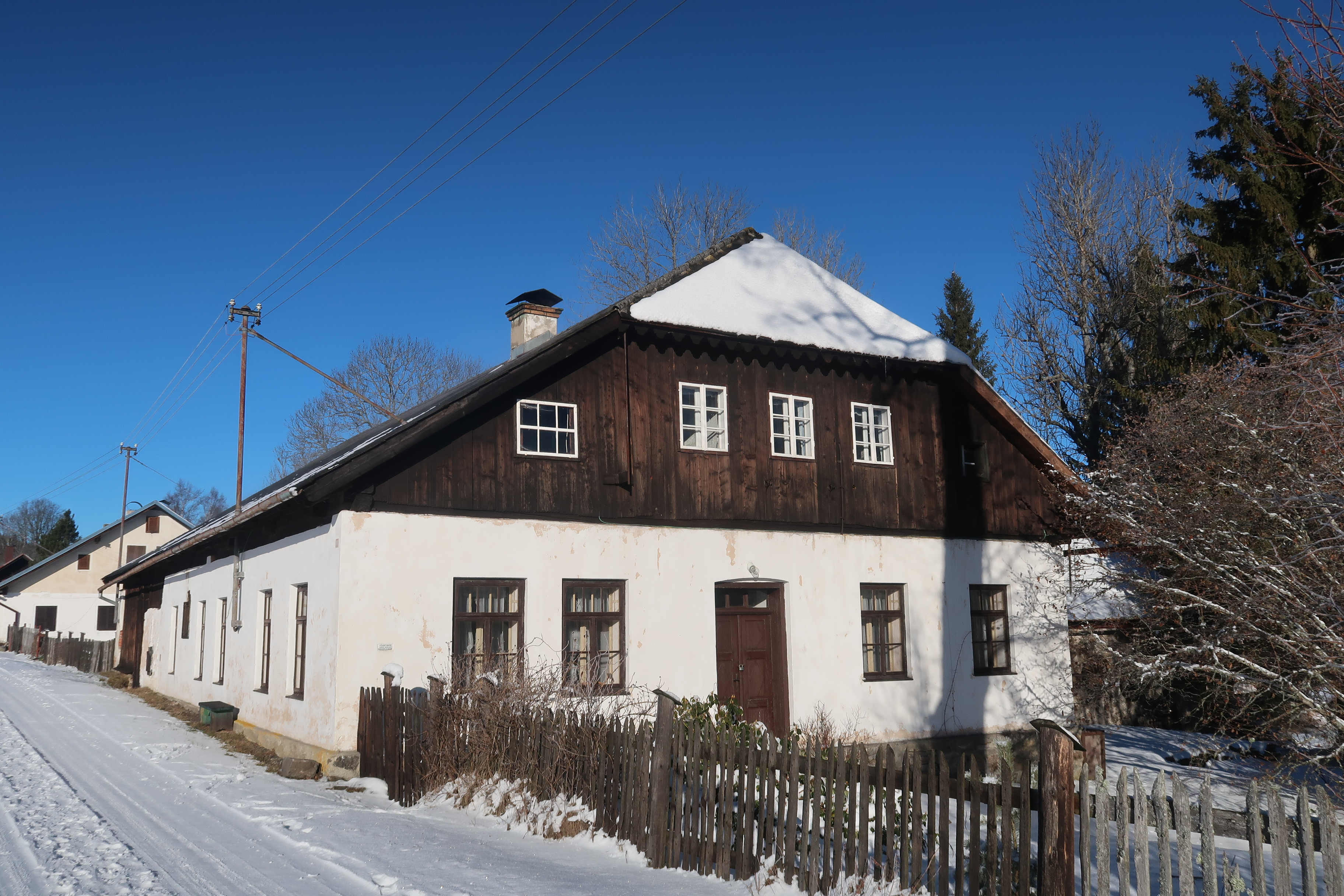
Vesnická památková rezervace Dobrá, č.p. 19
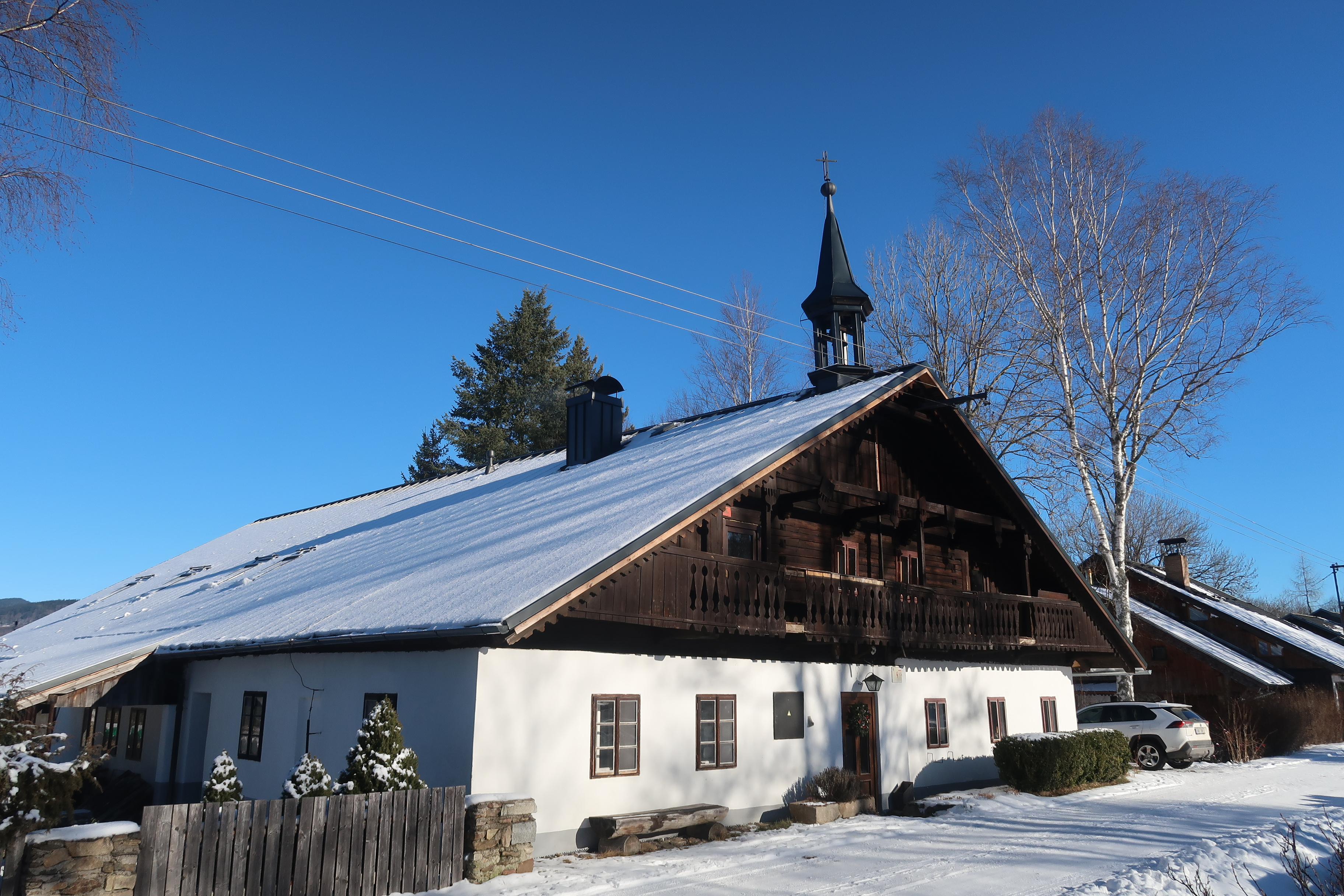
Vesnická památková rezervace Dobrá, č.p. 8